# 江岸机务段
江岸机务段（简称：郑局江段/武局江段/武铁江机）位于武汉市黄陂区川龙大道1161号:310，与江岸车辆段一同设在武汉北站内，北邻川龙大道，是武汉铁路局下辖三个机务段之一。江岸机务段是中国铁路历史最悠久的机务段之一，旧址在江岸区解放大道159号，毗邻江岸车辆工厂与江岸站，2009年10月搬迁至现址。
机务段配属机车主要担当京广铁路江岸（武汉北）至株洲、信阳，信阳至郑州、漯河、平顶山，京九铁路江岸至阜阳、九江、向塘，漯阜铁路货运列车及部分旅客列车，武汉铁路枢纽内长江北岸部分的调车作业任务。:309-310

## 历史
江岸机务段的历史可分为两个时期：江岸时期与武汉北时期。

### 江岸站时期（1900年 - 2010年）
江岸机务段组织历史最早可追溯至1898年京汉铁路汉口段的建立，一开始的段址设在滠口站，称滠口火车房。1900年迁至江岸站以北，称江岸车头厂，隶属京汉铁路总公司。1906年京汉铁路全通，改称江岸机车房，隶属机务南段。早期的机务段里的车头场与紧邻的江岸机厂（后江岸车辆厂）皆可对机车进行修理，且厂长都是由法国人杜拉克（杜来克）担任，因此工人为区分二者，称机务段的车头场叫“机务小厂”，而称江岸机厂为“机务大厂”。
1923年2月4日上午9时，中国共产党领导的二七大罢工爆发，罢工的汽笛在江岸机厂拉响，因此与大厂联系紧密的机务段也被视作罢工的发源地。1928年，改称机务第3总段第7分段。:310
1945年抗战胜利后，改称汉信机务段，隶属武汉区铁路管理局。1949年5月，解放军由机务段及江岸站工人带领进入武汉。尔后正式定名江岸机务段。8月，交汉口铁路运输分局。1963年正式归郑州铁路局武汉铁路分局管辖。1971年至1983年，武汉铁路局再度成立，又归属武汉分局领导。2005年3月，武汉铁路局自郑州铁路局分出，机务段由武汉局领导。12月9日，裁撤信阳机务段，与原江岸机务段合并为新的江岸机务段。:307

### 武汉北站时期（2010年至今）
2009年5月18日，武汉铁路局开始使用新的运行图，江岸西站停用，整建制搬迁至武汉北站。6月8日，武汉局下达《关于调整江岸机务段和江岸车辆段等单位机构编制的通知》，江岸机务段正式从江岸西站及江岸站撤出，整建制搬迁至新建成的武汉北站。:35,79机务段迁至武汉北站的工作在当年10月完成:310。此后机务段依然保留“江岸”的名称，且在机务段内竖起了一座江岸站的站牌，以示对机务段江岸时期历史的传承。2017年，随着原武汉铁路局改组为武汉局集团有限公司，江岸机务段亦改组为该公司下辖的分公司，全称“中国铁路武汉局集团有限公司江岸机务段”。2019年7月，机务段接管漯阜铁路公司的机车运用及整备业务。:310
2021年5月6日，机务段举行首届开放日活动。

## 下辖机构

### 科室
办公室、党委办公室、纪委、工会、团委、运用科、安全科、技术科、验收科、职工教育科、设备科、劳动人事科、财务科、计划统计科、武装保卫科、材料科、安全生产指挥中心、经营开发办公室，计18所。

### 生产车间
南线车间、北线车间、信阳运用车间、漯河运用车间、江岸检修车间、江岸整备车间、信阳整备车间、设备车间、救援车间、后勤车间，计10所。

## 配属车辆

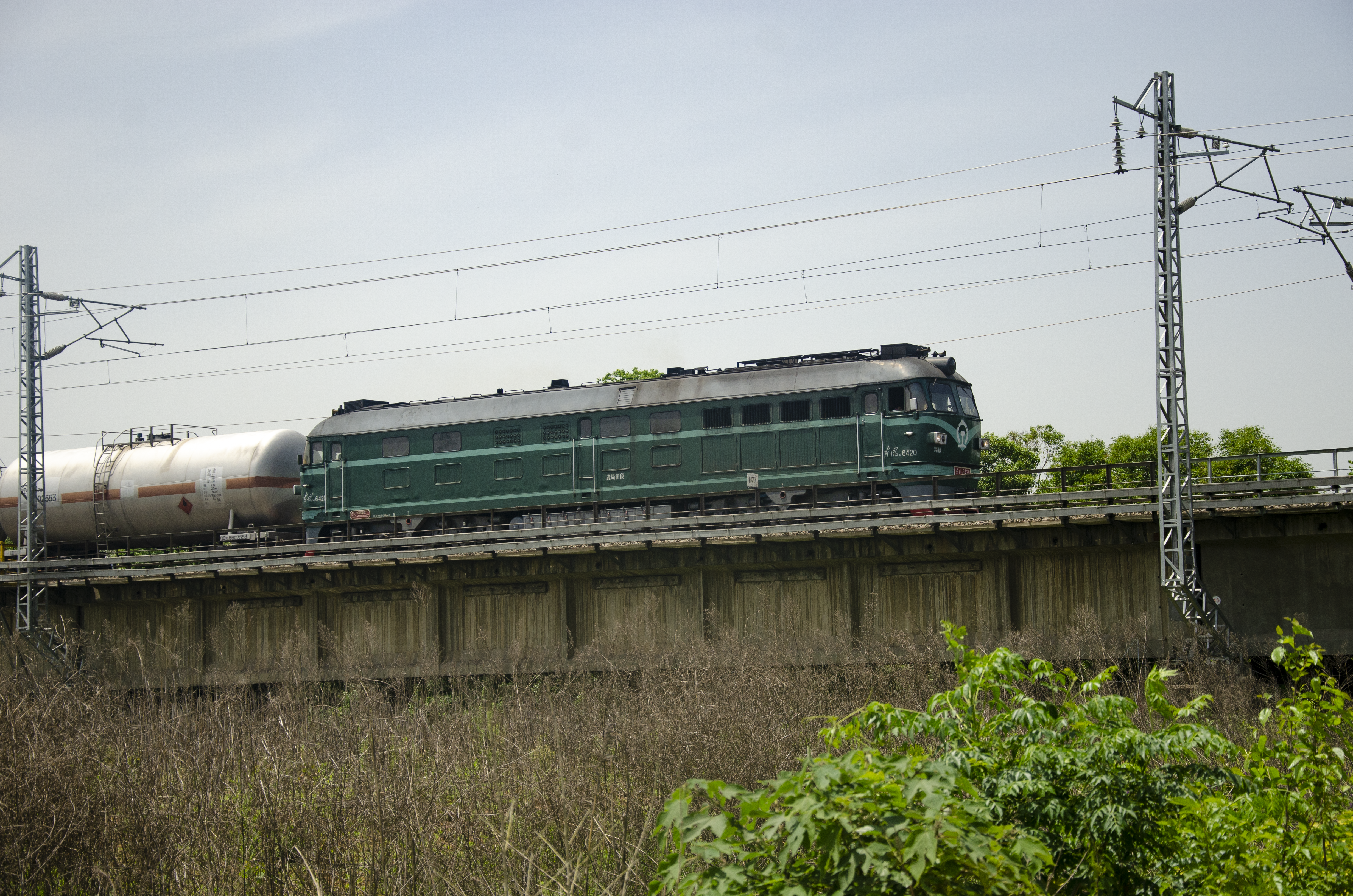
DF4-6420牵引罐车通过三道桥

目前江岸机务段负责配属该段和谐1B型电力机车、和谐3C型电力机车、和谐3CA型电力机车、东风4型内燃机车、东风7型柴油机车、和谐3B型内燃机车的维护保养及运用。:310

## 职工
在二七大罢工期间，江岸地区罹难者有39人，而其中13人是来自江岸车头厂的职工。中华人民共和国建国后，黄义臣、姚福年、欧阳国钧等多名江岸机务段职工曾获评国家级或省市级劳动模范。

## 轶事
在江岸站区域的老江岸机务段曾有一座转车台，为1927年国民政府北伐后建立的设施。其后逐渐演变成该片区的地名“转车楼”。